# Milan Kriššák
Milan Kriššák (ur. 30 stycznia 1944 w Strážach, obecnie Poprad, zm. 2 lipca 1979 r. w Popradzie) – słowacki taternik, alpinista, przewodnik tatrzański i ratownik górski.
Milan Kriššák był z zawodu hydraulikiem. Taternictwem aktywnie zajmował się od 1960 roku. W latach 1966–1968 wspinał się w Alpach, gdzie dokonał szeregu trudnych przejść. W 1970 roku zdobył uprawnienia przewodnickie I klasy. W 1974 roku został zawodowym ratownikiem, a od 1977 roku posiadał uprawnienia trenera alpinistycznego.
W latach 1969–1979 brał udział w licznych czechosłowackich wyprawach wspinaczkowych, m.in. w Himalaje, Pamir i Hindukusz. Jego największym wspinaczkowym osiągnięciem było piąte wejście na Makalu, którego dokonał w 1976 roku. Był również współautorem albumu o tymże szczycie.
Milan Kriššák został ranny 25 czerwca 1979 r. podczas katastrofy ratowniczego śmigłowca Mi-8, która miała miejsce poniżej progu Capiego Stawu w tatrzańskiej Dolinie Młynickiej. W wyniku powypadkowych powikłań zmarł na zapalenie płuc 2 lipca tegoż roku w jednym z popradzkich szpitali. Tablica upamiętniająca Milana Kriššáka znajduje się na Tatrzańskim Cmentarzu Symbolicznym pod Osterwą.
W maju 1978 poślubił Františkę Orolínovą, z którą miał syna Michala i córkę Evę, urodzonych odpowiednio w 1977 i 1979.